# Vouarana anomala
Vouarana anomala là một loài thực vật có hoa trong họ Bồ hòn. Loài này được (Steyerm.) Acev.-Rodr. miêu tả khoa học đầu tiên năm 1997.